# Fonologia do francês

## Inventário Fonético do Francês
O francês possui cerca de 20 a 21 consoantes e 11 a 16 vogais.

### Consoantes
|             | Bilabial | Lábio-Dental | Lábio-Palatal | Lábio-Velar | Dental | Alveolar | Pós-Alveolar | Palatal | Velar | Uvular |
| ----------- | -------- | ------------ | ------------- | ----------- | ------ | -------- | ------------ | ------- | ----- | ------ |
| Oclusiva    | p b      |              |               | kʷ ɡʷ       | t d    |          |              | c ɟ¹    | k ɡ   |        |
| Nasal       | m        |              |               |             | n      |          |              | ɲ       | ŋ     |        |
| Fricativa   |          | f v          |               |             |        | s z      | ʃ ʒ          |         |       | χ ʁ    |
| Africada    |          |              |               |             |        | t͡s d͡z    | t͡ʃ d͡ʒ        |         |       | q͡χ ɢ͡ʁ  |
| Aproximante |          |              | ɥ             | w           |        |          |              | j       |       |        |
| Lateral     |          |              |               |             |        | l        |              | (ʎ)²    |       |        |

Observações:
1) Os fonemas /c/ e /ɟ/ são usualmente alofones dos fonemas /k/ e /ɡ/ quando se encontram antes de uma vogal anterior.
2) O fonema [ʎ] é substituído pelo fonema [j] amplamente no francês, mas sobrevive em alguns dialetos regionais tradicionalistas.

### Vogais
|             | Anterior | Central | Posterior |
| Fechada     | i • y    |         | • u       |
| Semifechada | e • ø    |         | • o       |
| Média       |          | ə       |           |
| Semiaberta  | ɛ • œ    |         | • ɔ       |
| Aberta      | a •      |         | ɑ¹ •      |
| ----------- | -------- | ------- | --------- |

|             | Anterior | Central | Posterior |
| Fechada     |          |         |           |
| Semifechada |          |         |           |
| Média       |          |         |           |
| Semiaberta  | ɛ̃ • œ̃¹   |         | ɔ̃         |
| Aberta      |          |         | ɑ̃         |
| ----------- | -------- | ------- | --------- |

Observações:
1) Atualmente no francês padrão, os fonemas [ɑ] e [œ̃] tem sido substituídos pelos fonemas [a] e [ɛ̃] respectivamente. Seu uso hoje é restrito às variantes do idioma como o francês quebequense, o francês belga, o francês suíço e  os dialetos regionais do sul da França. 

## Pronúncia dos Grafemas franceses
O francês possui grafemas escritos em alfabeto latino com letras que podem ter um ou mais sons de acordo com sua posição na palavra, acento gráfico, sucessão ou precessão por outra vogal ou consoante, etc.
| B | C    | CC | CH   | Ç | D  | F  | G    | GN | GU    | H  | J    | K | L    | M            | N | NG |
| - | ---- | -- | ---- | - | -- | -- | ---- | -- | ----- | -- | ---- | - | ---- | ------------ | - | -- |
| b | k, s | ks | ʃ, k | s | d  | f  | g, ʒ | ɲ  | gy, g |    | ʒ    | k | l    | m            | n | ŋ  |
| P | PH   | Q  | QU   | R | RH | RR | S    | SS | T     | TH | TION | V | W    | X            | Z |    |
| p | f    | k  | k    | ʁ | ʁ  | ʁ  | s, z | s  | t     | t  | siɔ̃  | v | v, w | s, z, ks, gz | z |    |

Observâncias:
C: se pronuncia /k/ antes das vogais A, O ou U, como nas palavras "café" /ka'fe/. Quando está antes de E, I ou Y se pronuncia /s/, como em "cette" /'sɛtə/.
CH: comumente pronunciado /ʃ/, mas tem som de /k/ em palavras de origem grega como em "orchidée" /oʁki'de/.
G: se pronuncia /g/ antes das vogais A, O ou U, como em "gâteau" /ga'to/. Quando está antes de E, I ou Y se pronuncia /ʒ/ como em "Gérard" /ʒeʁ'aʁ/.
GU: tem som de /g/ antes de E ou I, como em "guerre" /gɛ'ʁə/, mas antes das demais vogais e consoantes se pronuncia /gy/ ou /gɥ/, como em "guyane" /gɥ'anə/
H: assim como no português, a letra "H" não possui som.
S: é pronunciada /z/ se está entre vogais, "chaise" /ʃɛ'zə/, mas quando é a primeira letra da palavra tem som de /s/ como em "saint" /'sɛ̃/.
X: tem som de /gz/ entre vogais no começo de uma palavra média ou grande, como em "exemple" /ɛgz'ɑ̃.plə/, pode ter som de /ks/ entre vogais numa palavra pequena ou antes de consoantes, "excussez" /ɛksky'se/, pode ter ainda som de /s/ ou /z/ no final das palavras (principalmente numerais), isso quando não for mudo no final da palavra.
| A          | Â    | À |   |      | Æ    | AI   | AU      |      | AY  | AN       | AM       | AIN       | AIM       |        |        | AUN          | AIL    |
| ---------- | ---- | - | - | ---- | ---- | ---- | ------- | ---- | --- | -------- | -------- | --------- | --------- | ------ | ------ | ------------ | ------ |
| a          | a, ɑ | a |   |      | ɛ, e | ɛ, e | o, ɔ    |      | ɛj  | ɑ̃, an    | ɑ̃, am    | ɛ̃, ɛn, en | ɛ̃, ɛm, em |        |        | ɛ̃, œ̃, on, ɔn | ajl    |
| E          | Ê    | È | É | Ë    |      | EI   | EU      | EAU  |     | EN       | EM       | EIN       | EIM       |        |        |              |        |
| e, ə, ø, ɛ | ɛ    | ɛ | e | ɛ, e |      | ɛ, e | œ, ø, y | o, ɔ |     | ɑ̃, ɛn    | ɑ̃, ɛm    | ɛ̃, ɛn, em | ɛ̃, ɛm, em |        |        |              |        |
| I          | Î    |   |   | Ï    |      |      |         |      |     | IN       | IM       |           |           | IEN    | IEM    |              | ILL    |
| i          | i    |   |   | i    |      |      |         |      |     | ɛ̃, in    | ɛ̃, im    |           |           | jɛ̃, ɛn | jɛ̃, ɛm |              | ij, il |
| O          | Ô    |   |   |      | Œ    | OI   | OU      | ŒU   | OY  | ON       | OM       | OIN       | OIM       |        |        |              |        |
| o, ɔ       | o    |   |   |      | œ, e | wa   | u, w    | œ, ø | waj | ɔ̃, on    | ɔ̃, om    | wɛ̃, wajn  | wɛ̃, wajm  |        |        |              |        |
| U          | Û    | Ù |   |      |      | UI   |         |      | UY  | UN       | UM       |           |           |        |        |              |        |
| y          | y    | y |   |      |      | ɥ    |         |      | ɥ   | ɛ̃, œ̃, yn | ɛ̃, œ̃, ym |           |           |        |        |              |        |
| Y          |      |   |   |      |      |      |         |      |     | YN       | YM       |           |           | YEN    | YEM    |              |        |
| i          |      |   |   |      |      |      |         |      |     | ɛ̃, in    | ɛ̃, im    |           |           | jɛ̃, ɛn | jɛ̃, ɛm |              |        |